# يربوع سيفرتزوف
يربوع سيفرتزوف (الاسم العلمي: Allactaga severtzovi) نوع من القوارض من فصيلة اليربوعيات، متوطن في كازاخستان، طاجيكستان، تركمانستان وأوزبكستان.